# Король Лев 2: Гордость Симбы

Львята Кову и Киара

Повзрослевшие Кову и Киара

«Король Лев 2: Гордость Симбы» (англ. The Lion King II: Simba’s Pride) — американский анимационный музыкальный романтический драматический фильм 1998 года. Это продолжение мультфильма «Король Лев», частично основанное на трагедии Уильяма Шекспира «Ромео и Джульетта» и вторая часть трилогии «Король Лев». По словам режиссера Даррелла Руни, окончательный проект постепенно стал вариацией «Ромео и Джульетты».
Снятый Walt Disney Video Premiere, анимированный Walt Disney Animation Australia и выпущенный 27 октября 1998 года, фильм рассказывает истории дочери Симбы и Налы Киары, которая влюбляется в Кову, льва-изгнанника изгнанного прайда, который когда-то был лоялен злому дяде Симбы, Шраму. Разделённые предрассудками Симбы против изгнанного прайда и мстительным заговором, запланированным матерью Кову Зирой, Киара и Кову изо всех сил пытаются объединить свои прайды и быть вместе.
Большинство актёров из первого мультфильма вернулись к своим ролям, за некоторыми исключениями. Роуэн Аткинсон, который озвучил Зазу в первом фильме, был заменён Эдвардом Хиббертом как для этого фильма, так и для мультфильма «Король Лев 3: Хакуна матата» (2004). Джереми Айронс, который озвучил Шрама в первом фильме, был заменен Джимом Каммингсом, который ненадолго озвучил его в первом фильме. Несмотря на смешанные и негативные отзывы, мультфильм получил положительную переоценку в последующие годы, и многие критики считают его одним из лучших сиквелов Disney.

## Сюжет
В этом фильме у короля Симбы рождается дочь и наследница Киара. Однажды, убежав за пределы земель прайда, Киара встречает там Кову — львёнка из прайда изгнанных львиц-сторонниц Шрама, и которого Шрам якобы объявил своим наследником.
Мать Кову, предводительница изгнанников, львица Зира, всё это время строит планы убийства Симбы и захвата земель прайда. Она обучает Кову быть убийцей, чтобы в будущем, пользуясь симпатией Киары, он внедрился в прайд Симбы и убил его — в качестве мести за Шрама и возвращения трона.
Наступает время первой охоты Киары. Симба, тревожась за дочь, посылает своих друзей Тимона и Пумбу проследить за ней. Однако львица замечает их и, разозлившись, снова убегает за пределы земель прайда. В это время, по плану Зиры, Нука и Витани, брат и сестра Кову, поджигают сухую траву. Киара убегает от огня, но, задыхаясь, теряет сознание. Кову спасает её и просит Симбу позволить ему присоединиться к прайду, солгав, что он является одиночкой. Симба начинает доверять Кову, но однажды утром он, беседуя с ним, заходит за границы земель прайда, где на них нападает Зира и её прайд. Они преследуют Симбу, и когда тот пытается вылезти по усыпанному брёвнами обрыву, Нука, стараясь произвести впечатление на мать, пытается схватить Симбу. Но брёвна падают на Нуку, и тот погибает. Зира обвиняет Кову в смерти Нуки и предательстве и изгоняет, оставив напоследок тому шрам, делая его очень похожим на отчима.
Кову возвращается на Скалу Предков, но Симба не принимает объяснений в непричастности Кову к нападению, и при поддержке остальных животных также изгоняет его. После этого Киара ссорится с отцом и сбегает из дома, надеясь найти Кову. После недолгих поисков, она воссоединяется с возлюбленным. Кову предлагает Киаре сбежать навсегда и создать собственный прайд, но Киара просит его вернуться с ней обратно, чтобы остановить враждующие прайды. Когда они возвращаются, прайды Симбы и Зиры уже вступили в битву. Киара и Кову прерывают бой: первая убеждает отца, что противостояние — не выход, и оба прайда — одно целое. Витани первой переходит на сторону Симбы, а за ней и все изгнанные ранее львицы, кроме Зиры. Та вновь атакует Симбу, чтобы отомстить за смерть Шрама. Киара заслоняет отца и начинает бой с Зирой. Вместе они падают с обрыва в каньон, куда в это время прорывается речной поток. Киара успевает зацепиться за скалу, а Зира повисает на краю обрыва. Киара протягивает Зире лапу и пытается спасти её, но та в бешенстве пытается ранить первую. В результате Зира срывается вниз и тонет в бурном потоке.
Все львы возвращаются в один прайд, а со скалы Симба, Нала, Киара и Кову издают громкий рёв, знаменующий конец раскола и войны.

## Роли озвучивали
- Мэттью Бродерик — Симба, сын Муфасы и Сараби, король Земель Прайда, муж Налы и отец Киары. Кэм Кларк озвучил вокал персонажа.
- Нив Кэмпбелл — Киара, дочь Симбы и Налы, наследница престола, возлюбленная Кову, позднее жена. Вокал персонажа озвучила Лиз Каллауэй.
  - Мишель Хорн озвучила юную Киару, а Чарити Саной озвучила её вокал, а Эшли Эднер озвучила её рычание.
- Джейсон Марсден — Кову, сын Зиры, младший брат Нуки и Витани, а также возлюбленный Киары, позднее муж. Вокал персонажа озвучил Джин Миллер.
  - Райан О’Донохью озвучил юного Кову.
- Сюзанн Плешетт — Зира, лидер Отщепенцев, самый верный последователь Шрама и мать Нуки, Витани и Кову.
- Мойра Келли — Нала, дочь Сарафины, королева Земель Прайда, жена Симбы, невестка Муфасы и Сараби и мать Киары.
- Нейтан Лейн — Тимон, мудрый и несколько эгоистичный, но верный сурикат, который является лучшим другом Пумбы и Симбы.
- Эрни Сабелла[англ.] — Пумба, наивный бородавочник, который является лучшим другом Тимона и Симбы.
- Роберт Гийом — Рафики, старый мандрил, который служит шаманом в Землях Прайда.
- Эдвард Хибберт — Зазу, птица-носорог, который служит мажордомом короля.
- Энди Дик — Нука, сын Зиры, старший брат Витани и Кову и старший львёнок в семье Зиры.
- Мередит Скотт Линн — Витани, дочь Зиры и сестра Нуки и Кову.
  - Лейси Шабер озвучила юную Витани, а Криста Макалуш озвучивала её вокал.
- Джеймс Эрл Джонс — Муфаса, покойный отец Симбы, дед Киары, свёкор Налы и предыдущий король Земель Прайда.
- Джим Каммингс — Шрам, младший брат Муфасы, дядя Симбы, двоюродный дед Киары и наставник Кову, который появляется в коротком камео.

## Факты
- Изначально планировалось, что у Муфасы будет более серьёзная роль в фильме[2].